# Conforto higrotérmico
Conforto higrotérmico pode ser definido como a ausência de desconforto térmico. Em fisiologia, é dito que há conforto higrotérmico quando não se tem que intervir nos mecanismos de termorregulação do corpo para uma atividade sedentária e ligeiramente vestida. Essa situação pode ser registrado usando índices que não devem ser ultrapassados para evitar o acionamento de sistemas de termorregulação (aumento ou diminuição do metabolismo, sudorese e outros).

## Fisiologia, ambiente e conforto
O corpo humano está preparado para responder à mudança climática, mas essas reações consomem energia metabólica. A sensação de conforto vem a partir da geração de um microclima que evita a reação do corpo de poupar custos de energia, que é chamada termorregulação natural, em oposição a outras estratégias de termorregulação artificial.
A temperatura normal do corpo é de 37°C. Nas enfermidades pode se elevar até os 41°C ou 42°C (hipertermia) e que se faz perigosa. O corpo humano é muito sensível aos aumentos da temperatura interior e somente 5 ou 6 graus a mais podem causar danos muito importantes e até morte. Toleram-se ainda menos as baixas temperaturas, e aos 35°C se começa a sentir sonolência até cair em profunda letargia.
Sentados em uma residência com roupas leves e realizando uma breve atividade, a sensação de satisfação térmica se alcança entre os 21°C e 25°C. A umidade relativa (UR), a que usualmente se acha como a causa da incomodidade, é menos significativa já que a tolerância do corpo é grande, admitindo limites entre 20% e 75%.
O corpo humano é muito sensível às mudanças de radiação. Se a temperatura é inferior a 18°C mas há sol, imediatamente se sente que a sensação de conforto higrotérmico aumenta. Porém, assim como é agradável que o sol entre por uma janela no inverno, torna-se desagradável quando no verão.
Para compreender o que condiciona o bem estar e sua relação com a arquitetura deve-se assumir que o corpo troca o calor que produz com o meio que o rodeia.
Dentro do organismo humano se produzem transformações químicas que mantêm a vida produzindo calor, através da homeostase. Esse fluxo permanente de energia se mede através do índice metabólico e varia segundo o nível de atividade das pessoas, de acordo com a idade, sexo e o estado psicológico.
- Metabolismo base: es la energía necessária para el mantenimiento de la vida vegetativa (en ayunas o en reposo), aprox. 81 Wh para un varón de estatura media.
- Metabolismo de repouso: es el metabolismo mínimo ya que el anterior es experimental; 104 Wh
- Metabolismo de trabalho: además de las funciones del metabolismo base, comprende los gastos energéticos motrices. Su nivel depende del tipo de actividad; desde 104 Wh para una tarea intelectual a 812 Wh para un esfuerzo físico intenso.

## Os edifícios e o conforto higrotérmico
Así un organismo debe mantenerse en una temperatura constante, para evitar enfriamientos o calentamientos, con
este fin posee mecanismos de evacuación del calor residual que son los normales de intercambio de calor. 
Son los siguientes:
- Convección: Es la transmisión de calor de la piel al fluido ambiente o a la inversa. El flujo de calor es proporcional a un coeficiente de convección y a la diferencia de temperatura entre el aire y la piel; la velocidad del aire (viento) acelera la convección (si se hace mediante un ventilador, se llama forzada o asistida).
- Conducción: Es la transmisión de calor entre la superficie del cuerpo y los elementos de contacto. Este flujo de calor depende del coeficiente de conductibilidad térmica de estos elementos.
- Radiación: Es la transmisión de calor a través del medio ambiente, principalmente por radiación en el infrarrojo. Este flujo de calor es proporcional a la constante universal de radiación, al poder de absorción de la piel (que es muy elevado) y a la diferencia de temperatura entre la piel y las paredes radiantes.
- Evaporación: Es la transmisión de calor uniddel organismo hacia el aire ambiente por la evaporación cutánea y respiratoria. Esta pérdida de calor del organismo depende de la cantidad de sudor (agua) evaporada y la evaporación depende de la velocidad del aire ambiente, de su temperatura y de la presión parcial de vapor de agua.

Mientras las tres primeras formas de transmisión se refieren al calor sensible, la evaporación se refiere al calor latente.
A fin de que la temperatura interna del hombre permanezca constante, el balance térmico que contempla aportes y pérdidas de calor por convección, conducción, radiación y evaporación debe permanecer constante.
[[Archivo:Climograma de givoni argentina.png|thumb|500px|La figura muestra el Climograma de B. Givoni aplicado a los climas húmedos de la Argentina. Se indican desde un clima muy cálido a uno muy frío. Del climograma se pueden extraer pautas diseño bioclimático para una arquitectura sustentable.]]
La sensación de CH no depende únicamente de la temperatura del aire.
El CH depende de:
- la radiación (o falta de ella) de los materiales circundantes y principalmente de las paredes de la envolvente del edificio, es decir, también su temperatura y su capacidad calorífica;
- la temperatura ambiente del aire;
- la velocidad del aire (impedir o provocar una ventilación forzada, corriente de aire...);
- la presión parcial de vapor de agua o tensión de vapor del aire ambiente.

Como se ve el CH no se define solamente por una temperatura y humedad relativa fijas. El hecho de que un ambiente interior tenga un sistema de climatización, con el termostato fijado a 23 °C y 50% de humedad relativa, no supone que la comodidad higrotérmica sea la requerida porque también depende de otros parámetros, como el índice metabólico y el índice de indumento (abrigo).
Así desde principios del siglo XX diversos autores fueron elaborando modelos de confort, sea para responder con medios termomecánicos o mediante medios naturales. En el primer caso se eleboraron los nomogramas de confort de la Asociación de Ingenieros de los Estados Unidos para avanzar junto a los sistemas de aire acondicionado creados por Carrier y en el segundo para mediante técnicas de diseño pasivas mantener el confort con diseño del edificio y su envolvente. 
Los modelos más aceptados por la comunidad de arquitectos e ingenieros bioclimáticos son los elaborados por los hermanos Olgyay y por Baruch Givoni.